# Pius Schwizer
Pius Schwizer, né le 13 août 1962 à Oensingen, est un cavalier suisse de saut d’obstacles.
Il fut numéro un mondial de février à mai 2010. En novembre 2013, il occupe la 26e place de la FEI Longines Ranking List. Depuis mars 2018, il occupe la 63e place.

## Biographie
À quatre ans, il suit l'exemple de son père et débute l'équitation. Il montre de grandes capacités et commence les compétitions de saut d'obstacles à huit ans. Son père l'envoie un an chez un cavalier de dressage afin qu'il perfectionne sa technique. Pius continue ensuite les compétitions en catégories Junior puis Jeune Cavalier. Il poursuit parallèlement un apprentissage de boucher dans l'abattoir familial, mais il l'interrompt prématurément pour se consacrer exclusivement à sa carrière de cavalier.

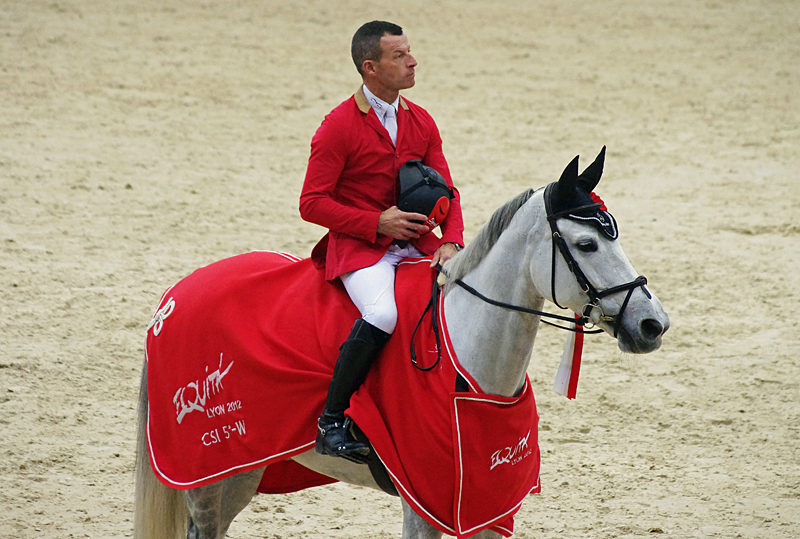
Pius Schwizer et Cool Girl lors du CSIW-5* d'Equita'Lyon en novembre 2013.

En 1992, il intègre pour la première fois l'équipe suisse lors de la Coupe des Nations de Bratislava. Il poursuit sa progression vers le plus haut niveau et s'entraîne avec Achaz von Buchwaldt, Willi Melliger ou encore Markus Fuchs. En 2006, il obtient la médaille de bronze lors des Championnats Suisse avec son étalon Unique X CH. L'année suivante, il est sélectionné pour participer aux Championnats d'Europe de Mannheim avec Nobless M, où l'équipe suisse termine 4e. Pius est qualifié pour les Jeux olympiques de Hong Kong avec Nobless M après que Ideo du Thot, le cheval de Beat Mändli, se soit blessé. Il termine à la 28e place individuelle, et la Suisse obtient la médaille de bronze plusieurs mois après les Jeux, à la suite de la disqualification du Norvégien Tony André Hansen. En 2009, il participe avec Ulysse aux Championnats d'Europe de Windsor, où la Suisse est sacrée Championne d'Europe, et il remporte également la médaille d'or lors des Championnats de Suisse, toujours accompagné d'Ulysse. En 2009, Unique est sacré "Cheval suisse de l’année" grâce à ses bons résultats, mais il est vendu au Brésil début 2010. La régularité de Pius Schwizer sur le circuit Coupe du monde 2009-2010 lui permet d'atteindre le rang de numéro 1 mondial en février 2010 (place qu'il gardera pendant 5 mois). Il se qualifie également pour la Coupe du monde à Genève où il prend la deuxième place avec Ulysse et Carlina. Il participe aux Jeux équestre mondiaux à Lexington en 2010, puis aux Championnats d'Europe de saut d'obstacles de Madrid en 2011 avec Carlina mais sans résultat.
Le circuit Coupe du monde 2011-2012 commence très bien pour Pius Schwizer puisqu'il remporte les deux premières étapes d'Oslo et Helsinki avec Carlina. Il se qualifie à nouveau pour la Finale Coupe du monde à Bois-le-Duc et termine troisième avec Carlina et Ulysse. En août, il est sélectionné avec sa jument Carlina pour ses deuxièmes Jeux olympiques, à Londres. La Suisse termine à la quatrième place et Pius prend la 12e place en individuel alors que son compatriote Steve Guerdat est sacré Champion Olympique. Mais deux semaines après son retour de Londres, Carlina est confiée à l'irlandais Trevor Coyle. Sous la selle de Pius depuis 4 ans, le couple avait remporté plus d'un million de francs suisses de gains en concours. Il remporte en novembre 2012 le Grand Prix Coupe du monde d'Equita'Lyon avec Verdi et se qualifie ainsi pour la Finale Coupe du Monde à Göteborg en avril 2013. Il termine à la 18e place avec Verdi et Picsou du Chêne.

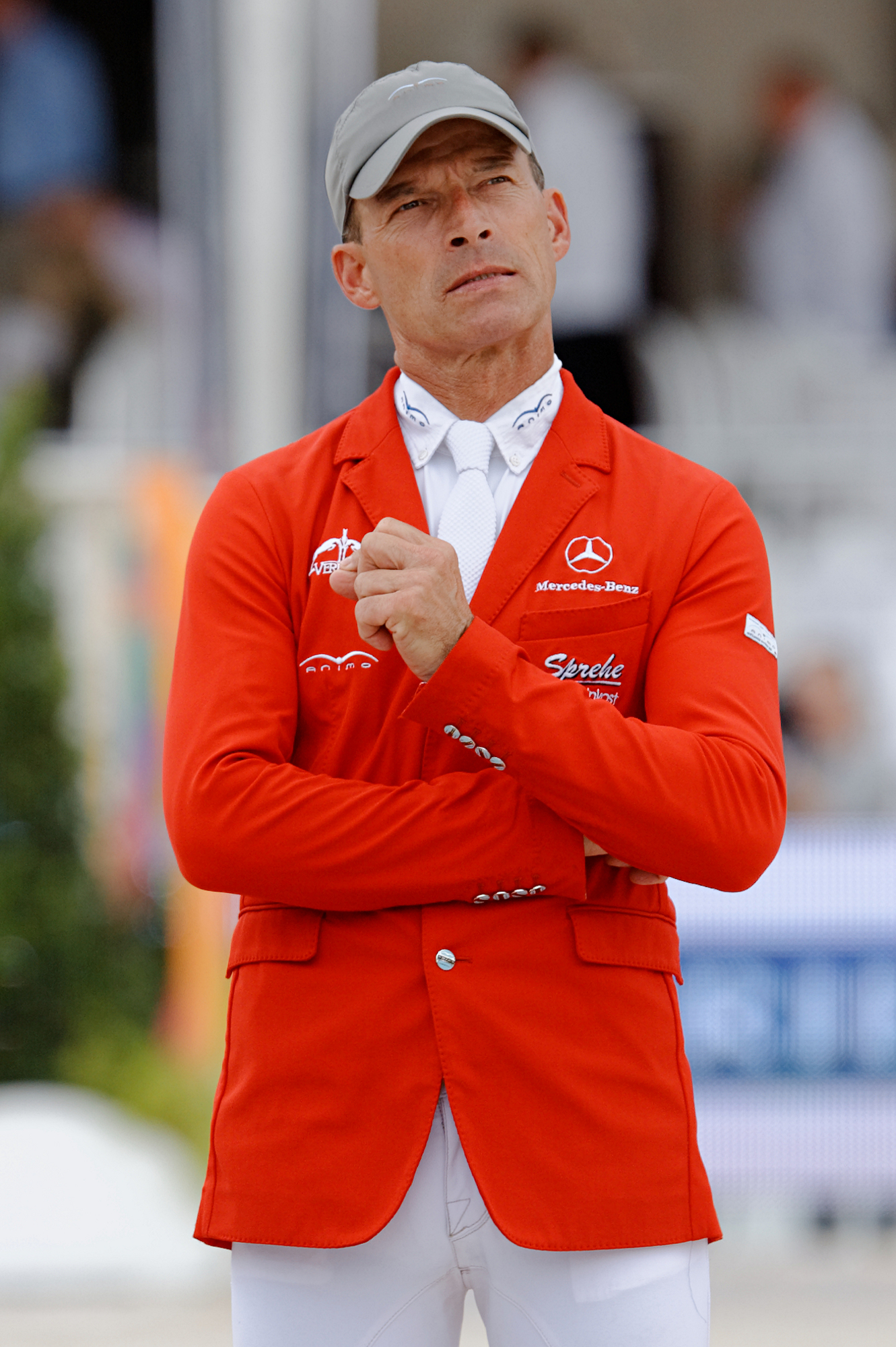
Pius Schwizer lors du Paris Eiffel Jumping en 2014

Fin mai 2013, Pius Schwizer perd ses deux chevaux de tête, Verdi et Powerplay, vendus au Canada pour le cavalier Eric Lamaze. C'est donc avec Picsou du Chêne qu'il participe aux Championnats d'Europe d'Herning en septembre, où l'équipe suisse prend.
En janvier 2018 à Zurich, Ulysse s'est retiré de la compétition et va maintenant profiter d'une nouvelle vie au parc.
Aujourd'hui, le cavalier suisse est installé à Oensingen, accompagné de sa femme. Tous les deux, ils se conseillent, et partagent cette passion commune.

## Palmarès
Ses principaux résultats en compétitions (depuis 2005) :
- 2005 : 
  - 2e du Grand Prix Coupe du monde d'Oslo (Norvège) avec Unique X CH
  - 5e du Grand Prix du CSIO-5* de Rome (Italie) avec Unique X CH
- 2006 : 
  - Vainqueur de la Coupe des nations du CSIO-5* de Rotterdam (Pays-Bas) avec Unique X CH
  - 2e de la Coupe des nations du CSIO-5* de Lucerne (Suisse) avec Unique X CH
  - 3e du Grand Prix du Global Champions Tour de Lanaken (Belgique) avec Unique X CH
  -  Médaille de bronze aux Championnats suisse avec Unique X CH
- 2007 : 
  - Vainqueur du Grand Prix Coupe du monde d'Helsinki (Finlande) avec Nobless M
  - Vainqueur du Grand Prix du CSI-5* de La Corogne (Espagne) avec Nobless M
  - 2e des Coupes des nations de La Baule, Rome et Aix-la-Chapelle avec Nobless M
  - 4e par équipes et 22e en individuel aux Championnats d'Europe de Mannheim (Allemagne) avec Nobless M
- 2008 : 
  -  Médaille de bronze par équipes aux Jeux olympiques de Pékin (République populaire de Chine) avec Nobless M
  - 2e des Coupes des nations de La Baule et St-Gall avec Nobless M
- 2009 : 
  -  Médaille d'or par équipes et 35e en individuel aux Championnats d'Europe de Windsor (Angleterre) avec Ulysse
  - 2e du Grand Prix Coupe du monde d'Oslo (Norvège) avec Ulysse
  - Vainqueur du Grand Prix du CSIO-5* de Falsterbo (Suède) avec Ulysse
  - 2e du Grand Prix du CSIO-5* de Dublin (Irlande) avec Carlina
  - 2e du Grand Prix du CSIO-5* de Rotterdam (Pays-Bas) avec Unique X CH
  - Vainqueur de la Coupe des nations du CSIO-5* de La Baule avec Carlina
  -  Champion de Suisse avec Ulysse
- 2010 :
  - 2e de la Finale Coupe du monde de Genève (Suisse) avec Carlina et Ulysse
  - Vainqueur du Grand Prix du CSI-5* de La Corogne (Espagne) avec Nobless M
  - 2e du Grand Prix d'Aix-la-Chapelle (Allemagne) avec Carlina
  - Meilleur cavalier du CSIO-5* d'Aix-la-Chapelle
  - Vainqueur du Prix Liebherr lors du CSIW-5* de Zurich (Suisse) avec Ulysse
  - Meilleur cavalier du CSIW-5* de Zurich
  - 10e de la Finale Top Ten Rolex IJRC lors du CHI-5* de Genève (Suisse) avec Ulysse
- 2011 :
  - Vainqueur du Grand Prix Coupe du monde d'Oslo (Norvège) avec Carlina
  - Vainqueur du Grand Prix Coupe du monde d'Helsinki (Finlande) avec Carlina
  - 2e du Grand Prix Rolex lors du CSIW-5* de Zurich (Suisse) avec Carlina
  - Vainqueur des "German Masters" lors du CSIW-5* de Stuttgart (Allemagne) avec Verdi
  - 2e du Grand Prix du Global Champions Tour de Doha (Qatar) avec Carlina
  - 2e du Grand Prix des Gucci Masters de Paris avec Verdi
  - 6e de la Finale Top Ten Rolex IJRC lors des Gucci Masters de Paris avec Ulysse
- 2012 :
  - 3e de la Finale Coupe du monde de Bois-le-Duc (Pays-Bas) avec Carlina et Ulysse
  - 3e du Grand Prix du Global Champions Tour de Doha (Qatar) avec Verdi
  - 4e par équipes et 12e en individuel aux Jeux olympiques de Londres (Royaume-Uni) avec Carlina
  - Vainqueur du Grand Prix Coupe du monde de Lyon avec Verdi III
- 2013 :
  - 4e du Grand Prix Coupe du monde de Bordeaux avec Picsou du Chêne
  - 2e du Prix Artemide avec Verdi III lors des Hong Kong Masters
  - 2e des Coupes des nations de La Baule et Saint-Gall avec Picsou du Chêne
  - Vainqueur de la "Negrita Cup" avec Cool Girl lors du CSIO-5* de Barcelone
- 2014 :
  - 8e de la Coupe du monde de Lyon avec Quidam du Vivier and Toulago
  - 3e de la Coupe du monde de Helsinki avec Sixtine de Vains
  - 6e du Grand Prix CSI-W d'Oslo avec Sixtine de Vains
  - 9e du Grand Prix CSI-W de Lyon avec Baros
- 2015 :
  - 8e du Grand Prix CSI-W de Londres avec PSG Future
  - 11e du Grand Prix CSI-W de Genève avec PSG Future
  - 5e du Global Champions Tour de Doha avec Giovanni van het Scheefkasteel
  - 2e de la Coupe des nations de saut d'obstacles d'Hickstead (Royaume-Uni) avec Giovanni van het Scheefkasteel
- 2016 :
  - 11e du Grand Prix CSI-W de La Corogne avec PSG Future
  - 9e du Grand Prix Global Champions Tour d'Anvers avec Ailina 6
  - 2e de la Coupe Suisse à Humlikon avec Balou Rubin R
  - 15e du Grand Prix Global Champions Tour de Chantilly avec Leonard de la Ferme CH
- 2017 :
  -  Champion de Suisse avec Balou Rubin R
  - 6e du Grand prix de Vermezzo avec Balou Rubin R
  - 14e du Grand Prix de Liège avec About a Dream
  - Vainqueur du Grand Prix de  Cheseaux-sur-Lausanne  avec Leonard de la Ferme CH
  - 13e du Grand Prix de Poliez-Pittet avec Belcanto III
- 2018 :
  - 1er du Grand Prix d'Amriswil avec Balou Star
  - 7e du Grand Prix d'Oliva (Communauté valencienne) avec Chidame Z
  - 13e du Grand Prix de Bâle avec About a Dream
  - 11e du Grand Prix de Cervia avec Leonard de la Ferme CH
  - Vainqueur du Grand Prix de Cheseaux-sur-Lausanne avec About a Dream et 6e avec Cordia III